# Melchor de Talamantes
Melchor de Talamantes Salvador y Baeza (Lima, 10 janvier 1765 – San Juan de Ulúa, 9 mai 1809) était un frère et un prêtre mercédarien.
De tendance libérale, il est considéré comme l'un des chefs de file du mouvement d'indépendance du Mexique. 

## Biographie

### Jeunesse et formation
Né à Lima, dans la vice-royauté du Pérou, il entre à 14 ans dans l'ordre de Notre-Dame-de-la-Merci puis étudie la théologie à l'université de San Marcos dont il occupe les chaires de philosophie, théologie et d'écritures sacrées.

### Départ pour la Nouvelle-Espagne
Impliqué dans une sombre affaire locale, il obtient la permission de se rendre en Espagne le 20 septembre 1798. En novembre 1799, il fait escale en Nouvelle-Espagne et décide d'y rester. Certains témoignages le présentent comme menant une vie très irrégulière. D'autres témoignages le montrent « agité, insoumis et intrigant, peu scrupuleux dans l'accomplissement de ses devoirs ». Cependant, quelques-uns de ses sermons sont très appréciés dont le sermon politico-moral prononcé dans la chapelle royale du Palacio Mayor de Mexico, le 28 mars 1800 ; le panégyrique de la Vierge Glorieuse et de Thérèse de Jésus, le 15 octobre 1802, et l'oraison funèbre aux obsèques des soldats espagnols tués pendant la guerre, qu'il prononce le 18 novembre 1803.
Applaudi "pour son esprit délicat, sa critique exquise et son érudition divertissante", ainsi que pour ses qualités religieuses et civiles, il noua des relations et se lia d'amitié avec de nombreuses personnes parmi les milieux créoles de Mexico (Juan Francisco Azcárate y Lezama (es), Francisco Primo de Verdad y Ramos (es), ou encore José María Fagoaga (es)), acquérant une certaine aura d'homme cultivé et très savant dans diverses matières. 
Le 27 janvier 1807, le vice-roi José de Iturrigaray décide de le nommer commissaire principal, chargé d'établir la délimitation frontalière entre la Louisiane (appartenant aux États-Unis) et le Texas (frontière nord de la vice-royauté de Nouvelle-Espagne). À cette fin, Talamantes élabore un document intitulé en espagnol Plan de límites de Texas y demás dominios de Su Majestad en la América septentrional española.

### Activités de propagande en faveur de l'indépendance du Mexique
Sa vie change radicalement à la suite des évènements survenus en Espagne en 1808 (soulèvement d'Aranjuez, invasion française, abdication de Bayonne). Il abandonne la tâche qui lui est confiée et devient le propagandiste des projets de ses amis créoles en faveur de l'autonomie. Dans ce sens, son premier objectif est de soutenir le vice-roi Iturrigaray, le forçant à accepter la pression sociale des groupes créoles, qui réclament la convocation d'une assemblée représentative ou congrès des villes de la vice-royauté. Talamantes a écrit et diffusé, sous un pseudonyme, un texte qu'il a intitulé le "Congrès national du Royaume de Nouvelle-Espagne", dans lequel il a inclus les « raisons de sa célébration, la manière de le convoquer, les individus qui devraient le composer et les enjeux de ses délibérations ». Il écrit aussi d'autres discours dont la Représentación nacional de las colonias. Discurso filosófico dedicado al Excelentísimo Ayuntamiento et Cuestión importante sobre el regreso de Fernando VII a España, dernier texte abordant la question du retour de Ferdinand VII en Espagne. Il fut accusé d'avoir écrit au vice-roi Iturrigaray "qu'il pourrait être le premier roi de Nouvelle-Espagne rendu indépendante".
Dans certaines de ses notes (Apuntes para el plan de Independencia), trouvées dans un registre de son domicile, figurait le texte suivant : « Le Congrès national américain doit exercer tous les droits de souveraineté, réduisant ses opérations aux points suivants : Nommer le vice-roi capitaine général du royaume. Remplir toutes les vacances civiles et ecclésiastiques. Convoquer un conseil provincial. Retirer au tribunal de l'Inquisition toute autorité civile, ne laissant que la prérogative spirituelle. [...] Nommer un ambassadeur aux États-Unis afin d'établir une alliance et demander de l'aide, etc. ».

### Arrestation, procès et fin de vie
Lorsque le soulèvement de Gabriel de Yermo (es) eut lieu, le 15 septembre 1808, les dirigeants créoles de la ville furent arrêtés et le lendemain Melchor de Talamantes est emprisonné. Il est accusé "d'avoir troublé la tranquillité publique induisant l'indépendance, par ses écrits et ses proclamations, cachant des gens, répandant des rumeurs fausses et séditieuses, ayant demandé la tenue d'un congrès national de la Nouvelle-Espagne et une longue liste de propositions répréhensibles".
Les juges de l'Inquisition, dans un procès-verbal du 22 mars 1809, tiennent à rejeter tout le blâme sur Talamantes : « La situation critique et dangereuse que traversait l'Espagne ouvrait un large champ au Père Melchor de Talamantes pour déployer ses lumières, plans et desseins, concernant le destin politique qui était prévu ou souhaité dans cette Nouvelle-Espagne [...] Le Congrès national devait porter en lui les germes de l'indépendance [...] il devait avoir la représentation nationale avec exercice de la souveraineté ; et son existence a rompu les liens de dépendance avec la métropole [...] Dans son discours philosophique au Conseil municipal, 12 questions ou cas ont été proposés dans lesquels les colonies pouvaient légitimement se séparer de leur métropole ». 
Dans une lettre du vice-roi Pedro de Garibay, adressée à la Cour, au sujet de l'emprisonnement et du procès qui était intenté contre Talamantes, il a expliqué qu '« il a été ordonné de l'enfermer à San Juan de Ulúa parce qu'il avait tenté de s'échapper et menacé de se suicider ». Accusé de sédition, il fut enchaîné et envoyé au château de San Juan de Ulúa, en face de Veracruz, en attendant son embarquement, dans le premier navire disponible, à destination de l'Espagne. Mais attaqué par la fièvre jaune qui sévissait dans la région, Talamantes mourut. Il fut enterré au cimetière de La Puntilla.